# Myotis occultus
Myotis occultus és una espècie de ratpenat de la família dels vespertiliònids. Viu a Mèxic i els Estats Units. Els seus hàbitats naturals són els boscos de ponderoses i els boscos de roures i pins, tot i que també se'l pot trobar en zones riberenques boscoses a les regions desèrtiques. Està amenaçat per l'ús de pesticides i la pertorbació del seu hàbitat.